# Schrikkelmaand
Een schrikkelmaand is een maand die in sommige jaren wordt ingevoegd (vaak volgens een vaste cyclus) teneinde een kalenderjaar weer in de pas te laten lopen met de natuurlijke seizoenen. De betekenis van de term schrikkelmaand is hierbij dus analoog aan die van de term schrikkeldag, niet aan die van de term schrikkeljaar. In een kalendersysteem waarin dit wordt toegepast is er een veel grotere variatie in de lengte van een jaar en een veel grotere verschuiving ten opzichte van de natuurlijke seizoenen (steeds een geleidelijk oplopende verschuiving en dan in één keer een grotere tegengestelde verschuiving) dan wanneer slechts in sommige jaren een schrikkeldag wordt ingevoegd.

## Mensis intercalaris
Het Romeinse kalendersysteem kende een schrikkelmaand, de mensis intercalaris. Deze maand werd eens in de twee à drie jaar toegevoegd, soms met een Februarius van 23 en anders van 24 dagen. Tijdens schrikkeljaren werd Februarius niet ingekort, maar werden de laatste 5 dagen van Februarius (28 dagen) als de laatste 5 dagen van de intercalaris geïncorporeerd. Februarius viel dan dus in 2 delen uiteen. In 46 v.Chr. werd dit systeem afgeschaft door Julius Caesar en werd de juliaanse kalender ingevoerd.

## Adar 2
In het Joodse kalendersysteem gebruikt men een schrikkelmaand, adar 2, die zeven keer in een steeds terugkerende cyclus van negentien jaar wordt ingevoegd om het joodse maanjaar niet te laten achterlopen op het zonnejaar dat ruim 365 dagen telt.

## Chinese kalender
In het traditionele Chinese kalendersysteem wordt de schrikkelmaand bepaald door astronomische berekeningen.